# Trachelyopterus leopardinus
Trachelyopterus leopardinus es una especie de pez siluriforme de la familia Auchenipteridae.

## Morfología
Los machos pueden llegar alcanzar los 18 cm de longitud total.

## Distribución
Se encuentra en Sudamérica: cuenca del São Francisco.